# Frase feta
Una frase feta és una expressió d'ús corrent, en tots els nivells socials i culturals d'una llengua, que té un significat i una forma estereotipada, fixa i invariable, el significat de la qual no pot ser deduït del significat dels seus components, i que gairebé mai no es pot traduir literalment d'una llengua a una altra. És utilitzada en sentit figurat. També es podria dir que són frases o part d'alguna frase, que volen dir quelcom de concret, la qual en molts dels casos es podria dir d'una manera més simple, però que gràcies a aquestes frases fetes i expressions d'ús comú donen a la idea original que es vol expressar, un toc especial, sigui irònic, subtil, graciós, insultant o d'exageració.
Solen ser frases i expressions que en un moment donat han estat dites per algú i que pel seu humor, encant, veracitat o validitat per a expressar el que es vol dir, de seguida s'arrelen a tots els parlants d'una regió, d'una parla adscrita a un territori o de tot el món. Existeixen diferents exemples en català com Adormir-se en els llorers (Cessar de treballar després d'una reeixida), Baixar del burro (Desenganyar-se), Cremar-se els ulls (Aplicar-se molt en una feina), Deixar al tinter (Estar-se de dir quelcom) o Ésser de bon pedreny (Ésser molt menjador).
No s'ha de confondre una frase feta amb un refrany. Una frase feta és una expressió fixa i estereotipada que comença amb un verb i va seguida d'un complement. Molt sovint, té un significat que no pot ésser deduït a partir dels mots que el componen. Un exemple: fer la guitza (tocar el voraviu).
En el procés de normalització del català, té una importància cabdal la recuperació d'aquestes expressions pròpies i autèntiques. No sols hi basten l'ortografia o el lèxic, ans també hi cal la fraseologia, que és la peça més acabada d'una sistema lingüístic, que palesa el geni creatiu de la llengua. Les frases fetes permeten de dotar-la de totes les eines necessàries per a expressar-se en qualsevol terreny i en qualsevol situació.
Una altra mostra de la vigència de les parèmies és que, encara que tots els llibres d'estil periodístic no n'aconsellin l'ús, tots els diaris en van plens.
A les Terres de l'Ebre, per exemple, hi ha una llarga i rica tradició oral que es transmet de generació a generació. La tradició oral recull d'una manera singular l'essència d'una cultura i d'una llengua, d'un territori, d'una identitat, la vida pagesa d'on provenim, de més lluny o de més prop, els sentiments, les experiències de vida. És a dir les formes de vida, de treball, de subsistència, els costums, les convencions socials, els personatges, la història tal com la veia i la veu la gent. Podríem dir que les dites populars són una creació social, comunitària i contínua, que recrea històries, sentiments, saviesa antiga, consells, remeis, etc., d'una societat amb identitat pròpia. Cada llengua expressa una manera de veure el món i les dites són una expressió popular d'aquest món.
A tall d'exemple d'aplec i de recuperació o restitució de la fraseologia, el 1994, el Servei Local de Català de Tortosa va editar el llibre Dites, cobles i rondalles, amb els reculls guanyadors del concurs del mateix nom que es va portar a terme els anys 1990, 1991 i 1992. La intenció era dignificar i difondre la tradició oral de les Terres de l'Ebre com a riquesa lingüística i cultura del català.

## Refrany, proverbi o modisme
- Un refrany o dita és una oració completa i independent de l'exposició d'una idea, de la qual es desprèn una conclusió, ensenyament o norma de conducta. Acostuma a tenir un origen antic i fa referència a diversos temes: el temps, la feina, les malalties, la gent dels llocs, el comportament humà, remeis de salut, entre d'altres. Els refranys o les dites surten de la tradició oral. És una frase rimada o ritmada que fixa d'una manera codificada una regla de vida, una creença, una dada de l'experiència. Alguns exemples de refranys són A bons ocis, mals negocis, A casa del paleta mai la feina no està feta o A l'església per resar, a la plaça per tractar.
- Un proverbi és una frase antiga i popular que conté un ensenyament moral. Expressió d'ús corrent d'una llengua, té un alt grau de fixació al significat del qual no pot ser deduït dels dos components. Un exemple seria Qui de jove no treballa, quan és vell dorm a la palla.
- Un modisme és una expressió particular d'una llengua, que no s'adapta a les seves normes gramaticals o al significat literal i usual dels mots que la componen, sinó que posseeix un seny figurat adoptat de manera convencional. També es podria definir com a tret lingüístic característic d'una llengua. Exemple: de nyigui-nyogui.